# 小田柚葉
小田柚葉（日语： Oda Yuzuha, 2004年11月7日—）是日本的演員、歌手、舞者。Girls²成員。出身地為東京都。LDH JAPAN所屬藝人。

## 經歷
由2014年7月到2015年9月為止，曾經作為偶像組合・amorecarina（アモレカリーナ）的成員活動。
2016年，於漫畫雜誌「Ciao」和雜誌「Pucchigumi」的共同企劃「電視劇主角海選（テレビドラマ主役オーディション）」，飾演東京電視台於2017年4月開始1年間播放的「偶像×戰士 奇蹟之音！」中的橘風花。更作為於同節目中組成的偶像組合・miracle²（miracle miracle）活動。
2019年3月之後，與miracle²的師妹團magical²（magical magical）和mirage²（mirage mirage）的成員們組成女子組合・Girls2（Girls Girls）。
2019年4月開始到2021年3月26日為止作為おはガール出演おはスタ，和其他星期的おはガール一起作為「おはガール from Girls2」活動。
東京電擊官方應援啦啦隊服裝和2019年度的おはガール制服的號碼是7²。
2020年4月開始成為「女學。」派生組合・east2的成員。

## 人物
- EXPG STUDIO TOKYO 出身[5]。

## 出演
組合出演請參閱Girls²。

### 電視劇
- 女孩×戰士系列（東京電視台）
  - 偶像×戰士 奇蹟之音！（2017年4月 - 2018年3月） - 飾演 橘風花
  - 魔法×戰士 魔力純心！ 第6話（2018年5月6日） - 飾演 橘風花
  - 秘密×戰士 幻影甜心！
    - 第11話（2019年6月16日） - 飾演 風花
    - 第43話（2020年2月2日） - 聲演 螃蟹A

  - ポリス×戦士 ラブパトリーナ! 第43話（2021年5月23日） - 飾演 橘風花
  - ビッ友×戦士 キラメキパワーズ! 第31話（2022年2月13日） - 飾演 橘風花
- 女學。〜Girls Garden〜（2021年7月7日 - 9月29日，東京電視台） - 飾演 小田柚葉

### 電視節目
- おはスタ（東京電視台）
  - （2014年10月21日）ｰ 作為amorecarina東京出演
  - （2017年9月26日・12月18日・2018年2月13日） - 作為miracle2出演
  - （2019年4月8日 - 2020年4月3日） - 星期二おはガール
  - （2020年4月9日 - 2021年3月26日） - 星期四おはガール
- ポケモンの家あつまる?（2019年8月4日、東京電視台）
- 夜バゲット（2022年4月13日，日本電視台）
- この恋イタすぎました（2022年8月5日—12月2日，日本電視台）

### 電影
- 秘密X戰士幻影甜心！劇場版 大家一起來看電影喔！（2020年7月23日） - 飾演 橘風花
- 劇場版 警察×戰士愛心巡護！ ～來自怪盜的挑戰！讓我們一起愛吧～（2021年5月21日） - 飾演 橘風花

### 電視動畫
- 女學。～聖女斯克威爾學院～（2020年4月 - 2021年3月29日，東京電視台） - 飾演 小田柚葉[6]

### 廣播
- RADIO MASHUP（2019年5月5日・10月13日・2020年3月1日，Fm yokohama）
- Ario Happy Saturday（2019年9月28日，FM岡山）
- 『おはようのスマイル』Special（2019年11月19日，FM愛知）
- Swag（2020年3月6日，新潟广播电台）
- GENERATIONSのGENETALK（2020年3月9日，全國FM放送協議會系列）
- GENERATIONS小森隼のGood Laugh and Sleep（2020年3月23日，日本放送）

## 引用
1. ↑  . MANTANWEB (株式会社MANTANに). 2017-03-20  [2019-10-26]. （原始内容存档于2023-02-13）.
2. 1 2  . ソニーミュージック オフィシャルサイト. 2019-07-09  [2019-12-17]. （原始内容存档于2023-02-13）.
3. ↑  . ORICON NEWS (オリコン). 2019-03-31  [2019-06-20]. （原始内容存档于2020-03-27）.
4. ↑  .   [2021-03-31].[]
5. ↑  . EXPG STUDIO.   [2019-12-17]. （原始内容存档于2021-01-16）.
6. ↑  .   [2020-03-03]. （原始内容存档于2021-01-15）.

## 外部連結
- 小田柚葉 | MANAGEMENT | LDH （页面存档备份，存于）
- ユズハ (小田柚葉) | MANAGEMENT | LDH （页面存档备份，存于）
- Girls²学園 小田柚葉の日記 （页面存档备份，存于） - 官方粉絲俱樂部內網誌
- 柚葉24じ （页面存档备份，存于）- 於TOKYO HEADLINE內連載的專欄